# Galerie Morave de Brno
La Galerie Morave de Brno (Moravská galerie v Brně) est le deuxième musée d'art de la République tchèque, établi en 1961 après la fusion de deux institutions plus anciennes. Elle comprend trois bâtiments principaux : le Pražák Palace, le palais du Gouverneur et le Musée des arts décoratifs.
Depuis 1963, la galerie organise la Biennale internationale du design graphique (Mezinárodní bienále grafického designu).

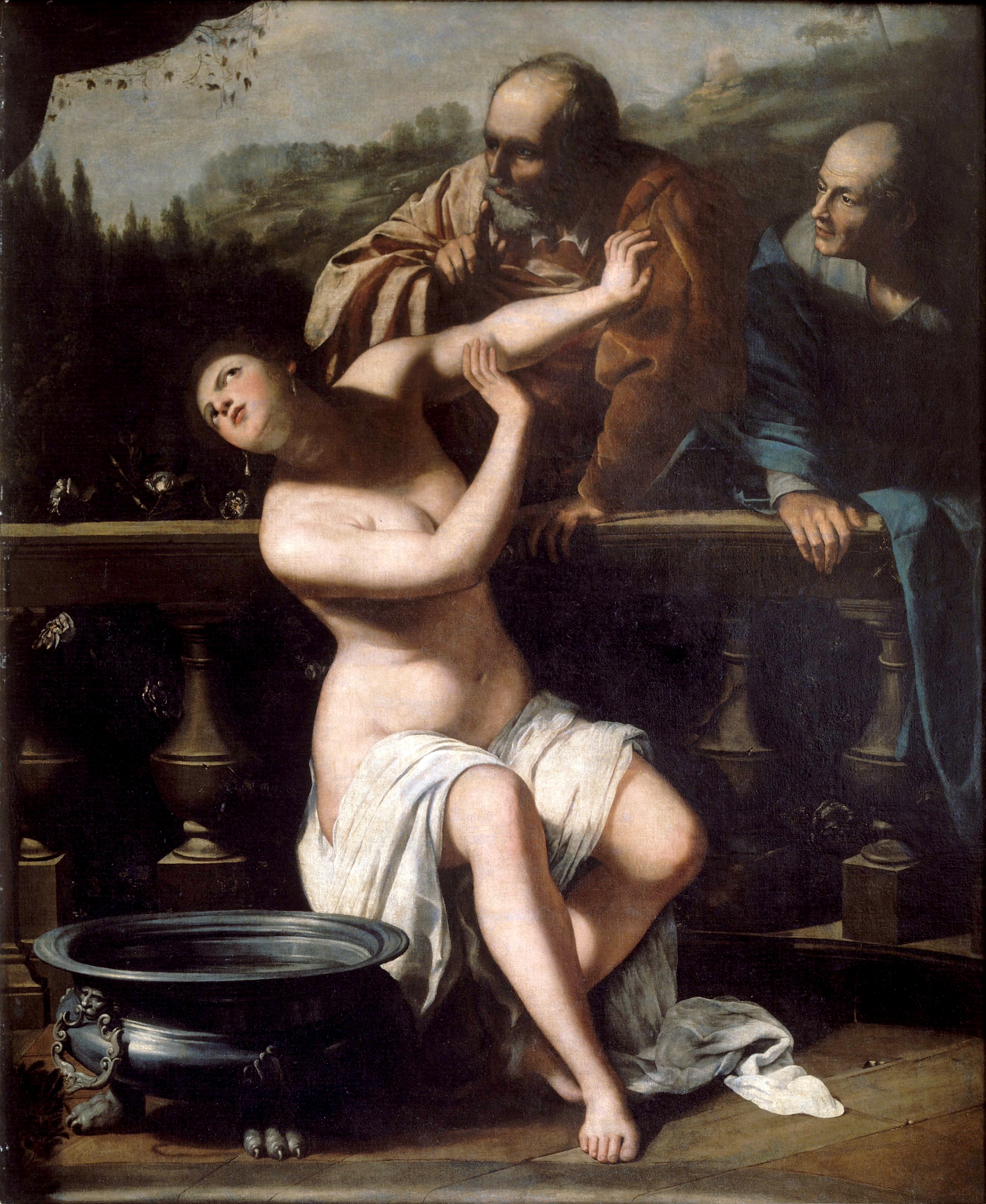
Suzanne et les Vieillards, par Artemisia Gentileschi en 1649.
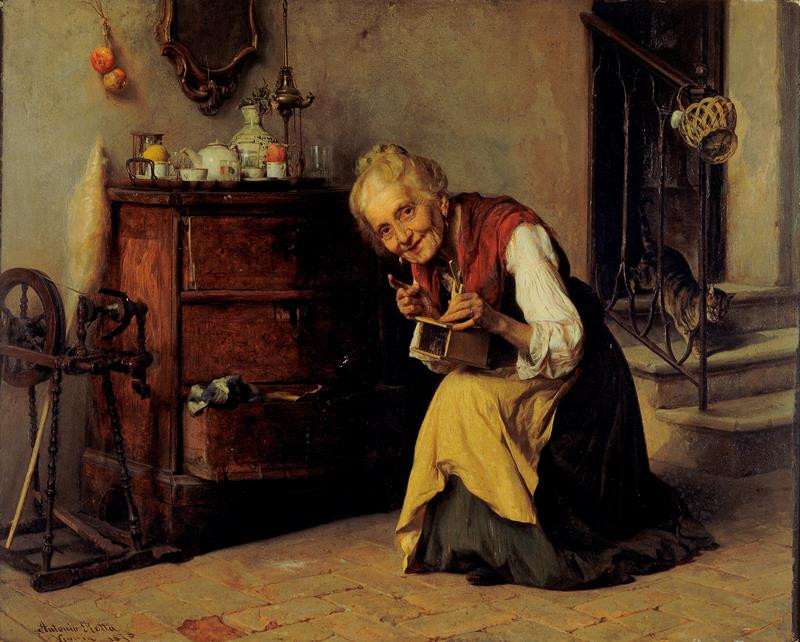
Uchopená myš, par Antonio Rotta, en 1878.